# Diocèse de Kamianets-Podilsky
 (juillet 2018).
Si vous disposez d'ouvrages ou d'articles de référence ou si vous connaissez des sites web de qualité traitant du thème abordé ici, merci de compléter l'article en donnant les références utiles à sa vérifiabilité et en les liant à la section « Notes et références ».
Le diocèse de Kamianets-Podilsky (en latin: Dioecesis Camenecensis Latinorum) est un diocèse catholique d'Ukraine de rite latin de la province ecclésiastique de Lviv des Latins dont le siège est situé à Kamianets-Podilsky, dans l'oblast de Khmelnytsky. L'évêque actuel est Eduard Kava (en), depuis 2025.

## Historique
Le diocèse de Halytch,  capitale du royaume de Galicie-Volhynie, est créé en 1361. Le pape Grégoire XI par la bulle pontificale Debitum pasiombs officii a été érigé canoniquement l'église de Halytch comme archidiocèse le 13 février 1375. 
À l'initiative de Ludwik Węgierski, le pape a créé un diocèse à Kamianets-Podilsky (Kamieniec) en 1373, suffragant de la province ecclésiastique de Halytch. 
La capitale de l'archidiocèse de Galicie est déplacé de Halytch à Lviv le 28 août 1412 par l'antipape Jean XXIII. 
Après le troisième partage de la Pologne, en 1795, la partie orientale de l'ancien royaume de Galicie-Volhynie est incorporée à l'Empire russe. la tsarine Catherine II abolit le diocèse de Kamianets (Kamieniec) par le décret du 27 septembre 1795 pris sans le consentement du Saint-Siège. Le diocèse de Kamianets (Kamieniec) est rétabli par le tsar Paul Ier mais devient en 1798 suffragant de l'archidiocèse de Moguilev créé en 1783 (en français : Mahiliow ou Moguilev). 
Après la défaite de l'insurrection polonaise de 1861-1864, le tsar Alexandre II a décidé de supprimer le diocèse par le décret du le 5 juin 1866 et a formé le diocèse de Loutsk (Lutsk, Łuck), Jytomyr et Kamianets-Podilsky. L'évêque Anton Fiałkowski est relégué à Kiev.
Le diocèse de Kamianets-Podilsky a été recréé le 22 septembre 1918 par le pape Benoît XV en partageant les paroisses du diocèse de diocèse de Loutsk, Jytomyr, et Kamianets-Podilsky entre le diocèse de Loutsk-Jytomyr et le diocèse de Kamianets-Podilsky. Piotr Mańkowski reçoit le 30 novembre 1918, à Cracovie, des mains de l'archevêque Adam Stefan Sapieha le consécration épiscopale. Il prend le contrôle du diocèse le 26 août 1919 et fait son entrée dans la cathédrale le 8 décembre mais il est contraint de quitter Kamianets-Podilsky le 14 novembre 1920 pour se réfugier dans le diocèse de Loutsk.
Le 28 octobre 1925, le diocèse de Loutsk-Jytomyr a été divisé entre le diocèse de Loutsk et le diocèse de Jytomyr. 
Le pape Jean-Paul II décide de restaurer les diocèses se trouvant en Ukraine le 16 janvier 1991. Il nomme un nouvel évêque pour le diocèse de Kamianets-Podilsky, Jan Olszanski. Le 22 novembre 1998, le diocèse de Jytomyr a été réuni au diocèse de Kiev des Latins.
Le 4 mai 2002, le pape Jean-Paul II a décidé de modifier la répartition géographique des diocèses et la création de deux nouveaux diocèses catholiques romains. Le diocèse de Kamianets-Podilsky et le diocèse de Kiev-Jytomyr ont perdu des paroisses pour permettre la création du diocèse de Kharkiv-Zaporijia et le diocèse d'Odessa-Simferopol.

## Église du diocèse
- L'église Saint-Pierre-et-Saint-Paul de Kamianets-Podilsky est la cathédrale du diocèse.

## Évêques

### Évêques de 1375 à 1866
- Wilhelm (O.P.), nommé à une date inconnue, mort en 1375,
- Roskosius, de 1378 jusqu'à sa mort en 1398,
- Aleksander, de 1406 jusqu'à sa mort en 1411[2],
- Andrzej de Bazylei, du 11 mai 1411 jusqu'à sa mort en 1413,
- Zbigniew de Łapanowa, du 20 août 1413 jusqu'à sa mort en 1428,
- Paweł de Bojańczyc, du 5 juillet 1428 jusqu'à sa mort le 18 mars 1453,
- Mikołaj Łabuński, de 1453 jusqu'à sa mort le 13 octobre 1467,
- Mikołaj Leśniowski, de 1468 jusqu'en 1469,
- Mikołaj Próchnicki, du 5 juin 1469 jusqu'à sa mort en 1479,
- Maciej de Starej Łomży, du 19 mars 1484 jusqu'au 14 mars 1490, puis évêque de Chełm,
- Piotr de Lesiowa (O.P.), du 9 octobre 1492 jusqu'à sa mort vers 1500[3],
- Jakub Buczacki, du 17 juin 1510 jusqu'au 5 novembre 1518, puis évêque de Chełm,
- Wawrzyniec Międzyleski, du 13 mars 1521 jusqu'à sa mort le 13 mai 1529,
- Piotr Gamrat, du 29 janvier 1531 jusqu'au 27 octobre 1535, puis évêque de Przemyśl,
- Sebastian Branicki Korczack, du 27 octobre 1535 jusqu'au 29 juillet 1538, puis évêque de Chełm,
- Jan Wilamowski, du 17 octobre 1539 jusqu'à sa mort en 1541,
- Mikołaj Dzierżgowski, du 20 mai 1541 jusqu'au 31 mai 1542, puis évêque de Chełm,
- Jan Dziaduski, du 31 mai 1542 jusqu'au 30 mars 1543, puis évêque de Chełm,
- Andrzej Zebrzydowski, du 30 mars 1543 jusqu'au 8 juin 1545, puis évêque de Chełm,
- Jan Drohojowski, du 26 août 1545 jusqu'au 19 février 1546, puis évêque de Chełm,
- Benedykt Izdbieński, du 19 février 1546 jusqu'au 17 mai 1546, puis évêque de Poznań,
- Leonard Słończewski (O.S.A.), du 20 août 1546 jusqu'à sa mort le 27 mars 1562,
- Piotr Arciechowski, de 1562 jusqu'à sa mort en 1562,
- Dionizy Secygniowski, du 4 juin 1563 jusqu'à sa mort en 1569,
- Marcin Białobrzeski (O. Cist.), du 19 juillet 1577 jusqu'à sa mort le 19 avril 1586,
- Wawrzyniec Goślicki, du 7 janvier 1587 jusqu'au 22 janvier 1590, puis évêque de Chełm,
- Stanisław Gomoliński, du 12 février 1590 jusqu'au 31 juillet 1591, puis évêque de Chełm,
- Paweł Wołucki, du 5 décembre 1594 jusqu'au 30 juillet 1607, puis évêque de Loutsk (Lutsk, Łuck)[4],
- Jan Andrzej Próchnicki, du 13 août 1607 jusqu'au 24 novembre 1614, puis archevêque de Lviv,
- Adam Nowodworski, du 26 janvier 1615 jusqu'au 29 novembre 1627, puis évêque de Przemyśl,
- Paweł Piasecki, du 20 décembre 1627 jusqu'au 27 novembre 1641, puis évêque de Chełm,
- Andrzej Leszczyński, du 16 décembre 1641 jusqu'au 3 décembre 1646, confirmé évêque de Chelmno (Culma, Kulm),
- Michał Erazm Działyński, du 17 décembre 1646 jusqu'à sa mort en 1658,
- Ludwik Stempkowski, de 1658 jusqu'à sa mort le 3 mai 1664,
- Zygmunt Czyżowski, du 1er septembre 1664 jusqu'au 15 décembre 1666, puis évêque de Loutsk (Lutsk, Łuck),
- Wojciech Jan Koryciński, du 7 Mar 1667 jusqu'au 30 juin 1670, puis archevêque de Lviv[5],
- Wespazjan Lanckoroński, du 6 octobre 1670 jusqu'à sa mort en août 1676,
- Stanisław Wojeński, du 29 février 1680 jusqu'à sa mort en 1685,
- Jerzy Albrecht Denhoff, du 1 avril 1686 jusqu'au 19 octobre 1689, puis évêque de Przemyśl,
- Chryzostom Benedykt Gniński (O. Cist.), du 28 mai 1700 jusqu'à sa mort le 10 août 1716,
- Stefan Bogusław Rupniewski, du 23 décembre 1716 jusqu'au 1 décembre 1721, puis évêque de Loutsk (Lutsk, Łuck),
- Stanisław Józef Hozjusz, du 14 janvier 1722 jusqu'au 19 janvier 1733, puis évêque de Poznań[6],
- Adam Augustyn Wessel (O. Cist.), du 11 mai 1733 jusqu'à sa mort le 11 février 1735,
- Franciszek Antoni Kobielski, du 19 novembre 1736 jusqu'au 30 septembre 1739, puis évêque de Loutsk (Lutsk, Łuck)
- Wacław Hieronim Sierakowski, du 16 novembre 1739 Appointed jusqu'au 25 mai 1742, puis évêque de Przemyśl
- Mikołaj Dembowski, du 9 juillet 1742 jusqu'à sa mort le 27 novembre 1757,
- Adam Stanisław Krasiński, du 24 septembre 1759 jusqu'à son retrait le 16 octobre 1798,
- Jan Józef Dembowski, du 16 octobre 1798 jusqu'à sa mort le 13 septembre 1809[7],
- Franciszek Borgiasz Mackiewicz, du 15 mars 1815 jusqu'à sa mort le 13 janvier 1842,
- Mikołaj Górski, du 27 juin 1853 jusqu'à sa mort le 15 décembre 1855,
- Anton Fiałkowski, du 23 mars 1860 jusqu'au 23 février 1872, puis archevêque de Moguilev.

### Évêques après 1918
- Piotr Mańkowski, du 24 septembre 1918 jusqu'à son retrait le 9 février 1926,
- Jan Olszanski (M.I.C.), du 16 janvier 1991 jusqu'à son retrait le 4 mai 2002,
- Leon Dubrawski (en) (O.F.M.), du le 4 mai 2002 jusqu'à son retrait le 1er juillet 2025,
- Eduard Kava (en) (O.F.M. Conv.), depuis le 1er juillet 2025.

- Évêques auxiliaires :
  - Stanisław Padewski (O.F.M. Cap.) du 13 avril 1995 jusqu'au 10 octobre 1998 ;
  - Maksymilian Leon Dubrawski (O.F.M.), du 7 avril 1998 jusqu'au 4 mai 2002, puis évêque ;
  - Jan Niemiec, du 21 octobre 2006 à sa mort le 27 octobre 2020 ;
  - Radosław Zmitrowicz (O.M.I.), depuis le 29 novembre 2012.